# Edward Makuka Nkoloso
Edward Makuka Nkoloso fue maestro escolar de Ciencias, candidato a la alcaldía de la ciudad de Lusaka (Zambia), y activista por la independencia de Zambia, que ganó notoriedad al constituir —tras la independencia del país en 1964— la Academia Nacional de Ciencia, Estudios Espaciales y Filosofía de Zambia, y el primer  programa espacial de Zambia (aunque no fue oficial).

## Programa espacial
El programa espacial propuesto incluía el lanzamiento al espacio de pequeños animales (gatos) y también de humanos, contemplando el objetivo de la colonización de Marte. Nkoloso intentó conseguir el apoyo económico de diferentes instituciones, incluida la Unesco.
El programa espacial puesto en marcha por Nkoloso no pudo seguir adelante ante la falta de apoyo institucional, lo que llevó al gobierno de Zambia a distanciarse del proyecto de Nkoloso.

## Vida posterior
Nkoloso se postuló sin éxito para alcalde de Lusaka, enfatizando el avance científico. Aseguró en una ocasión que el gobierno debería apoyar el trabajo de los médicos brujos. También afirmó que deberían tener un lugar al lado de los médicos, y que son un antídoto contra "el cristianismo que había perjudicado las habilidades médicas de África", pero aclarando que no practicaba la brujería él mismo.
Se jubiló en 1972. Murió el 4 de marzo de 1989 y fue enterrado con honores presidenciales.